# Bykovsky (huyện)
Huyện Bykovsky (tiếng Nga: ? райо́н) là một huyện hành chính tự quản (raion), của Tỉnh Volgograd, Nga. Huyện có diện tích 3476 km². Trung tâm của huyện đóng ở Bykovo.